# Syndicat intercommunal à vocation multiple des villes et communes luxembourgeoises
Le Syndicat intercommunal à vocation multiple des villes et communes luxembourgeoises pour la promotion et la sauvegarde d'intérêts communaux généraux et communs, abrégé en Syndicat intercommunal des villes et communes luxembourgeoises ou par son sigle SYVICOL est un syndicat intercommunal luxembourgeois qui regroupe l'ensemble des communes du grand-duché qui a pour objectif la défense et la promotion des intérêts des communes luxembourgeoises.

## Histoire
Le Luxembourg est un des États « fondateurs » du Conseil des communes et régions d'Europe en 1951, créant ainsi la première représentation nationale des communes du Grand-duché,.
En 1963 est créée une association sans but lucratif dénommée Association des villes et communes luxembourgeoises (AVCL) qui a pour objectif « la défense des intérêts des communes luxembourgeoises au niveau national, européen et international ».
En 1986, l'ACVL évolue et prend la forme d'un syndicat intercommunal, le Syndicat intercommunal à vocation multiple des villes et communes luxembourgeoises pour la promotion et la sauvegarde d'intérêts communaux généraux et communs (SYVICOL) afin de mieux représenter les communes luxembourgeoises et de devenir le porte-parole de toutes les communes auprès du gouvernement.
Le syndicat se dote en 2006 de ses statuts actuels.

## Le syndicat

### Missions
L'objet et les missions du SYVICOL sont définis par l'article 2 de l'arrêté grand-ducal du 10 juillet 2006 :

« (1) Le syndicat a pour objet la promotion, la sauvegarde et la défense des intérêts généraux et communs de ses membres. 
(2) De cet objet découlent notamment les missions : 
- a. de constituer une représentation générale des communes luxembourgeoises;
- b. d’établir une concertation étroite et permanente entre ses membres pour étudier et traiter de toutes les questions qui intéressent l’administration des communes et leurs relations avec les autres autorités et pouvoirs publics;
- c. d’être l’interlocuteur du gouvernement pour les questions touchant l’intérêt communal général et de formuler des avis sur des projets législatifs et réglementaires qui ont un impact au niveau local;
- d. de représenter les communes luxembourgeoises au sein des organismes européens et internationaux ayant pour vocation la défense des intérêts des collectivités locales;
- e. de promouvoir la coopération transfrontalière et inter-territoriale des communes luxembourgeoises à travers des jumelages ou autres partenariats avec des collectivités locales étrangères;
- f. de promouvoir et de défendre l’autonomie communale et les principes de subsidiarité et de proportionnalité;
- g. de faciliter aux élus locaux l’exercice de leurs fonctions par la formation et l’information;
- h. de créer des liens de solidarité et d’amitié entre les élus locaux;
- i. de défendre les intérêts des communes et d’assurer la protection de leurs droits et fonctions par des mesures et interventions appropriées, le cas échéant, par des actions devant les tribunaux. »

### Une structure méconnue mais importante
Le SYVICOL reste méconnu même des élus, peu aidé par son personnel réduit et par le cadre réglementaire peu favorable,. Il plaide notamment pour la défense de l'autonomie communale.
Le SYVICOL plaide aussi pour la création d'une « chambre des communes » à l'instar des autres chambres professionnelles et pour l'intégration du syndicat au processus législatif dès que ça concerne les communes,.

### Territoire
Le SYVICOL regroupe la totalité des communes du Luxembourg, soit 100 communes depuis 2023.

## Administration

### Siège
Le siège du SYVICOL est situé rue Guido-Oppenheim à Luxembourg.

### Bureau et comité
L'administration du syndicat est assurée par deux organes, plus le président :
- Le comité, constitué de 18 délégués représentant une ou plusieurs communes ;
- Le bureau, constitué de six membres dont le président ; en dehors de ce dernier, il y a un 1er vice-président et quatre vice-présidents.

### Présidence
| Période | Période | Identité           | Étiquette | Qualité |
| ------- | ------- | ------------------ | --------- | ------- |
| 1951    | 1953    | Hubert Clément     |           |         |
| 1953    | 1963    | Antoine Krier (en) |           |         |

| Période | Période | Identité              | Étiquette | Qualité |
| ------- | ------- | --------------------- | --------- | ------- |
| 1964    | 1965    | Henry Cravatte        |           |         |
| 1965    | 1970    | Joseph Wohlfahrt (en) |           |         |
| 1970    | 1986    | Henry Cravatte        |           |         |

| Période  | Période  | Identité             | Étiquette | Qualité |
| -------- | -------- | -------------------- | --------- | ------- |
| 1986     | 1990     | Henry Cravatte       |           |         |
| 1990     | 1994     | Léon Bollendorf (en) |           |         |
| 1994     | 2000     | Norbert Konter       |           |         |
| 2000     | 2009     | Jean-Pierre Klein    |           |         |
| 2009     | 2012     | Dan Kersch           |           |         |
| mai 2012 | En cours | Emile Eicher         |           |         |